# 4G
4G (от англ. fourth generation — четвёртое поколение) — четвёртое поколение мобильной связи с повышенными требованиями. К четвёртому поколению принято относить  технологии, позволяющие осуществлять передачу данных со скоростью до 100 Мбит/с подвижным (с высокой мобильностью) и до 1 Гбит/с — стационарным абонентам (с низкой мобильностью).
Технологии LTE Advanced (LTE-A) и WiMAX 2 (WMAN-Advanced, IEEE 802.16m) (SIM-карта не требуется) были официально признаны беспроводными стандартами связи четвёртого поколения 4G (IMT-Advanced) Международным союзом электросвязи на конференции в Женеве в 2012 году.

## История
Спецификации любого поколения связи, как правило, относятся к изменению фундаментального характера обслуживания, несовместимым технологиям передачи, более высоким пиковым битрейтом, новыми полосами частот, более широким каналом полосы пропускания, выражаемой в единицах частоты — герцах, а также большей ёмкостью для множественной одновременной передачи данных (более высокой системой спектральной эффективности, измеряемой в бит/с/Гц/сектор).
Новые поколения мобильной связи начинали разрабатываться практически через каждые десять лет с момента перехода от разработок первого поколения аналоговых сотовых сетей в 1970-х годах (1G) к сетям с цифровой передачей (2G) в 1980-х годах. От начала разработок до реального внедрения проходило достаточное количество времени (например, сети 1G были внедрены в 1984 году, сети 2G — в 1991 году).
В 1990-х годах начал разрабатываться стандарт 3G, основанный на методе множественного доступа с кодовым разделением каналов (CDMA); он был внедрён только в 2000-х годах (в России — в 2002 году). Сети поколения 4G, основанные на IP-протоколе, стали разрабатываться в 2000 году и начали внедряться во многих странах с 2010 года.
В 2000 году, когда только шло освоение технологии связи третьего поколения 3G, один из ведущих производителей персональных компьютеров Hewlett-Packard и японский гигант сотовой связи NTT DoCoMo объявили о начале совместных исследований по разработке технологий передачи мультимедиа-данных в беспроводных сетях четвёртого поколения. Помимо них, разработки вели Ericsson и AT&T совместно с Nortel Networks.
Впоследствии появилось два действительно пригодных к реализации стандарта: LTE и WiMAX, которые, по мнению IMT Advanced, и стали новой эрой в развитии сети (сумятицу в умах конечных пользователей может создавать тот факт, что эти две версии несовместимы, и нельзя точно предсказать, как они будут конкурировать и какая из них в итоге доминирует).

### LTE
Стандарт LTE разрабатывался в рамках 3GPP (The 3rd Generation Partnership Project) как продолжение CDMA и UMTS и первоначально не относился к четвёртому поколению мобильной связи. Международным союзом электросвязи как стандарт связи, отвечающим всем требованиям беспроводной связи четвёртого поколения, был избран десятый релиз LTE — LTE Advanced, который впервые был представлен японской компанией NTT DoCoMo. Так как данный стандарт можно реализовать на существующих сотовых сетях, то он стал более популярен у операторов сотовой связи. В апреле 2008 года компания Nokia заручилась поддержкой ряда компаний (Sony Ericsson, NEC) для развития стандарта LTE и придания этому стандарту конкурентоспособности против WiMAX. В том же году аналитическая компания Analysys Mason спрогнозировала увеличение роста потребности сотовых технологий, таких как LTE, нежели WiMAX.
Первая коммерческая сеть LTE была запущена 14 декабря 2009 года шведской телекоммуникационной компанией TeliaSonera совместно с Ericsson, в Стокгольме и Осло.

### WiMAX
Стандарт WiMAX (или IEEE 802.16) разрабатывается созданной в июне 2001 года организацией WiMAX Forum и является продолжением беспроводного стандарта Wi-Fi, альтернативой выделенным линиям связи и DSL. У стандарта WiMAX много версий, но преимущественно они подразделяются на фиксированный WiMAX (спецификация IEEE 802.16d, также известная как IEEE 802.16-2004, которая была утверждена в 2004 году) и мобильный WiMAX (спецификация IEEE 802.16e, более известная как IEEE 802.16-2005, которая была утверждена в 2005 году). По названиям стандартов ясно, что фиксированный WiMAX предоставляет услуги только «статичным» абонентам после установления и закрепления соответствующего оборудования, а мобильный WiMAX предоставляет возможность подключения пользователям, передвигающимся в зоне покрытия со скоростью до 115 км/час. Преимуществом стандарта WiMAX было то, что он гораздо раньше стандарта LTE стал пригоден к коммерческой эксплуатации.
В настоящее время компаниями, составляющими WiMAX Forum, являются такие известные производители, как Intel Corporation, Samsung, Huawei Technologies, Hitachi и многие другие.
Первую сеть, основанную на технологии WiMAX, построила в Канаде компания Nortel 7 декабря 2005 года.
Через два дня услуги беспроводного широкополосного доступа в сеть интернет стала предоставлять украинская компания «Украинские новейшие технологии» (тем самым став первой в странах СНГ) на основе микросхем Intel® PRO/Wireless 5116.

## Технология
В марте 2008 года Сектор радиосвязи Международного союза электросвязи (ITU-R) определил ряд требований для стандарта международной подвижной беспроводной широкополосной связи 4G, получившего название спецификаций International Mobile Telecommunications Advanced (IMT-Advanced), в частности, установив требования к скорости передачи данных для обслуживания абонентов: скорость 100 Мбит/с должна предоставляться высокоподвижным абонентам (например, поездам и автомобилям), а абонентам с небольшой подвижностью (например, пешеходам и фиксированным абонентам) должна предоставляться скорость 1 Гбит/с.
Так как первые версии мобильного WiMAX и LTE поддерживают скорости значительно меньше 1 Гбит/с, их нельзя назвать технологиями, соответствующими IMT-Advanced, хотя они часто упоминаются поставщиками услуг как технологии 4G. В свою очередь, после запуска мобильными операторами сетей LTE-Advanced в маркетинговых целях их стали называть 4G+. 6 декабря 2010 года МСЭ-Р признал, что наиболее продвинутые технологии рассматривают как «4G», хотя этот термин не определён.
Системы связи 4G основаны на пакетных протоколах передачи данных. Для пересылки данных используется протокол IPv4; в будущем планируется поддержка IPv6.
Для передачи голоса в 4G предусмотрены технологии VoLTE (англ. Voice over LTE)
Основные исследования при создании систем связи четвёртого поколения ведутся в направлении использования технологии ортогонального частотного уплотнения OFDM. Кроме того, для максимальной скорости передачи используется технология передачи данных с помощью N-антенн и их приёма М-антеннами — MIMO. При данной технологии передающие и приёмные антенны разнесены так, чтобы достичь слабой корреляции между соседними антеннами.

### Требования IMT-Advanced
Передовые международные мобильные телекоммуникационные системы (IMT-Advanced), определённые ITU-R, должны отвечать некоторым требованиям, чтобы считаться сетями поколения 4G:
- основываются на коммутации пакетов, используя протоколы IP;
- пиковые скорости передачи данных от 100 Мбит/с для пользователей с высокой мобильностью (от 10 км/ч до 120 км/ч) и от 1 Гбит/с для пользователей с низкой мобильностью (до 10 км/ч)[20];
- используются динамически разделяемые сетевые ресурсы для поддержки большего количества одновременных подключений к одной соте;
- их масштабируемая полоса частот канала 40 МГц[21][22];
- минимальные значения для пиковой спектральной эффективности 15 бит/с/Гц в нисходящем канале и 6,75 бит/с/Гц в восходящем канале (имеется в виду, что скорость передачи информации 1 Гбит/с в нисходящем канале должна быть возможна при полосе пропускания радиоканала менее 67 МГц)[23];
- спектральная эффективность на сектор в нисходящем канале от 1,1 до 3 бит/с/Гц/сектор и в восходящем канале от 0,7 до 2,25 бит/с/Гц/сектор[21];
- плавный хэндовер через различные сети;
- высокое качество мобильных услуг.

## Аппаратное обеспечение
Производителями оборудования на сегодняшний день являются такие ведущие компании, как Nokia Siemens Networks, Huawei, Alcatel-Lucent, и другие.
В России выпуск сетевого оборудования начала компания Nokia Siemens Networks на базе совместного с НПФ «Микран» и корпорации «Роснано» предприятия под Томском. Выпускаемые ими мультистандартные базовые станции могут работать как в различных стандартах (2G/GSM/GPRS/EDGE, 3G/WCDMA/UMTS/HSPA и 4G/LTE/FDD/TDD/LTE-Advanced), так и большом количестве частотных диапазонов 800/900/1900/2100/2500/2700 МГц.
Первые чипы для модемов (MDM9225, MDM9625), которые будут поддерживать сети LTE, компания Qualcomm планирует выпустить в конце 2012 года. Это первые чипсеты, которые поддерживают технологию агрегации несущих частот, позволяющую комбинировать несколько радиоканалов в нескольких полосах частот. Благодаря этой технологии операторы могут обойти ограничение стандарта LTE в части требования наличия 20 МГц непрерывного спектра и в имеющихся у них LTE-сетях повысить скорость работы пользователей до 150 Мбит/с. Чипы MDM9225 и MDM9625 обратно совместимы с более старыми стандартами мобильных сетей — EV-DO Advanced, TD-SCDMA и GSM, в результате чего модемы, в которых они будут устанавливаться, смогут работать в 7 разных режимах: CDMA2000 (1X, DO), GSM/EDGE, UMTS (WCDMA, TD-SCDMA) и LTE (причём, и в LTE-FDD и в LTE-TDD).
Новые системы на чипе Snapdragon 800, предназначенные для мобильных устройств, представила компания Qualcomm на выставке CES-2013. Это первый чип (MSM8974) со встроенным модемом 4G LTE, поддерживающим агрегацию каналов и скорость передачи данных Cat 4 до 150 Мбит/с. В 2014 году Intel планирует представить модем Intel XMM 7260 с поддержкой LTE Advanced.

## Список диапазонов частот
В России:
- LTE B7 ↑(от абонента) 2500—2570 МГц ↓(к абоненту) 2620—2690 МГц — 2×30 компания «Скартел», 2×10 ОАО «Ростелеком», ОАО «Мобильные ТелеСистемы», ОАО «МегаФон», ОАО «Вымпел-Коммуникации».
- LTE B20 ↑832—862 МГц ↓791—821 МГц — 2×7,5 ОАО «Ростелеком», ОАО «Мобильные ТелеСистемы», ОАО «МегаФон», ОАО «Вымпел-Коммуникации». (план 2013—2019 г.)
- LTE B38(TDD) 2570..2620 МГц — 1×25 ОАО «МегаФон», ОАО «Мобильные ТелеСистемы», ООО «ЕКАТЕРИНБУРГ-2000»
- LTE B40(TDD) 2300..2400 МГц — ОАО «Ростелеком» (2013 г.), ОАО «Основа Телеком», ОАО «Вайнах Телеком»
- LTE B3 ↑1710—1785 МГц ↓1805—1880 МГц — ООО «ЕКАТЕРИНБУРГ-2000»
- 4G диапазон ↑720—750 МГц ↓761-791 МГц — 2×7,5 (рассмотрение в МСЭ)
- 4G диапазон 31 ↑452,5—457,5 МГц ↓462,5—467,5 МГц — ЗАО «Скай Линк»

В Западной Европе:
- 4G FDD Band 8 880,1—889,9 Мгц, 925,1—934,9 Мгц 2х9,8. Orange France
- 4G FDD Band 3 1710—1785 Мгц, 1805—1880 Мгц 2х75. Orange France, SFR, Bouygues Telecom, Free Mobile.
- 4G FDD Band 1 2100 Мгц — 2х60. Orange France.
- 4G FDD Band 7 2500—2570 Мгц, 2620—2690 — 2х75. Orange France, SFR, Bouygues Telecom, Free Mobile.

В США:
- B2 ↑1850—1910 МГц ↓1930—1990 МГц — T-Mobile, MetroPCS (General Wireless).
- B4 — AT&T, T-Mobile, MetroPCS.
- B13 — Verizon.
- B2, B4, B5, B17 — AT&T.
- B25, B26 — Sprint.

## Внедрение
В 2010 году расширение 4G-сети TeliaSonera продолжается в 25 городах и зон отдыха в Швеции и в 4 городах в Норвегии. До конца 2010 года TeliaSonera также внедрили коммерческие сети 4G для клиентов в Финляндии, Дании и Эстонии, а в апреле 2011 - и в Литве.
Оператор сотовой связи МТС запустил в коммерческую эксплуатацию сеть четвёртого поколения (4G) на базе технологии LTE в Узбекистане. Сеть развёрнута в центральной части Ташкента в частотном диапазоне 2,5—2,7 ГГц, лицензию на использование которого узбекская дочерняя компания МТС получила в октябре 2009 года. Поставщиком оборудования для строительства сети является китайская Huawei Technologies.
С февраля 2011 года армянский мобильный оператор VivaCell-MTS полностью перешёл к коммерческой эксплуатации сети в Ереване, и ныне развивается в регионах Армении.
Сеть LTE 4G на базе собственных технических ресурсов была развёрнута независимым альтернативным оператором связи Кыргызстана — ЗАО «Saima-Telecom». Сеть покрыла всю столицу — Бишкек, а затем планируется покрыть сетью крупные города Чуйской области. Жители этих городов будут иметь полноценный широкополосный доступ в сеть интернет, которые будут на уровне текущих цен.
17 июня 2011 года в Тирасполе между компаниями СЗАО «Интерднестрком» и Alcatel-Lucent Украина был подписан контракт о строительстве в Приднестровье мобильной сотовой сети 4-го поколения на базе LTE.
20 апреля 2012 года запущена в эксплуатацию первая коммерческая сеть LTE.
К маю 2012 года все крупные города Финляндии имеют покрытие сетью 4G несколькими операторами стандарта LTE.
 В планах — обеспечить 95 % покрытие территории страны за 3 года и 99 % за 5 лет.
В конце второго квартала 2012 года азербайджанский оператор сотовой связи Azercell запустил сеть 4-го поколения в центре Баку.
26 декабря 2012 года 4G сеть на базе LTE запущена в Казахстане под торговой маркой Altel4g.
Министерство связи Бразилии и Huawei подписали соглашение (2012), в рамках которого Huawei разработает решение LTE в диапазоне 450 МГц, которое будет использоваться для обеспечения мобильным ШПД жителей удалённых и сельских территорий.
18 сентября 2013 года национальный оператор «Алтын Асыр» запустил 4G-сеть на базе LTE в Туркменистане.
С 17 декабря 2015 года в Беларуси инфраструктурным оператором beCloud в коммерческую эксплуатацию запущена сеть LTE Advanced. Поставщиком оборудования для LTE-сети стала компания Huawei. На сентябрь 2020 года LTE Advanced работает в трёх диапазонах — 800 МГц, 1800 МГц и 2600 МГц.
Являясь единственной компанией в стране, которая имеет лицензию на осуществление деятельности в области связи стандарта LTE, beCloud предоставляет в пользование свою сеть другим операторам. С конца 2015 года — оператору МТС, с 2016 года — мобильному оператору life:) и провайдеру UNET.by, с марта 2019 — компании А1.
В декабре 2019 года компания А1 объявила о стратегическом партнёрстве на 3 года с beCloud по развитию мобильной связи стандарта 4G в Беларуси. Начиная с 2020 года А1 предоставил часть своей инфраструктуры под базовые станции, а также транспортную сеть, чтобы 4G-сеть в частотном диапазоне 800 МГц стала доступна в сельской местности. Благодаря этому с августа 2020 года по сентябрь 2021 года зона покрытия сети 4G расширилась: в Гомельской области — до 96,4 %, в Могилёвской области — до 81%, в Минской области — до 89% , в Витебской области — до 75%, в Брестской области до 67%. В ноябре 2022 компания А1 начала использовать новый частотный диапазон 2600 МГц на около 1,5 тыс. базовых станций LTE инфраструктурного оператора beCloud.
С 1 июля 2018 года на территории Украины начала внедряться 4G-сеть в диапазонах 1800 МГц и 2600 МГц.

### В России
3 ноября 2012 года SkyLine-WiMAX начинала тестирование на юге России новой платформы широкополосного беспроводного доступа Canopy PMP 450 4G по технологии LTE pro.
По состоянию на 1 декабря 2016 г. сети 4G/LTE действуют в 83 из 85 регионов России.
Самой значительной проблемой для развития сетей на обоих стандартах является то, что для них нужны одни и те же диапазоны частот. В первой половине мая 2008 года компания «Скартел» начала закупку десятка предприятий, владеющих необходимыми для внедрения беспроводных широкополосных сетей частотами, и во второй половине того же года уже был осуществлён запуск первой в России коммерческой сети WiMAX. 9 ноября 2009 года Федеральная служба по надзору в сфере связи, информационных технологий и массовых коммуникаций (Роскомнадзор) опубликовала извещение о проведении четырёх конкурсов по продаже лицензий для оказания услуг широкополосной беспроводной связи в диапазонах 2300—2400 МГц. Конкурсы были запланированы на 18 и 25 февраля, 4 и 11 марта 2010 года и включали 40 регионов России. В итоге 39 из 40 лицензий оказались у компании «Связьинвест», причём 38 из них у дочернего «Ростелекома»; единственным регионом, где «Связьинвест» не выиграл, стала Чеченская Республика и таким образом одна лицензия досталась ЗАО «Вайнах Телеком». Однако Министерство обороны сразу согласовало данные частотные присвоения лишь с ЗАО «Вайнах Телеком», а вот компании «Ростелеком» пришлось подождать аж до ноября 2011 года.
28 декабря 2010 года решением Государственной комиссии по радиочастотам создана некоммерческая организация — Консорциум 4G — представляющая собой союз, основанный на членстве таких учредителей, как ОАО «ВымпелКом», ОАО «Мобильные ТелеСистемы», ОАО «МегаФон» и ОАО «Ростелеком», целью которой является изучение возможностей и условий внедрения в России сетей 4G в диапазонах 800 и 900 МГц, 1,8, 2,1 и 2,5—2,7 ГГц для разработки условий конкурсов на эти частоты (сейчас большинство из них занято военными). Привлечение компаний сотовой связи зародило уверенность в том, что в России будут развиваться сети LTE и, кроме того, членство в Консорциуме 4G предполагает возможные преимущества в дальнейшем распределении частот. В январе 2011 года возможность появления LTE-сетей в России была оформлена законодательно. По этой причине в феврале 2011 года пополнить ряды Консорциума захотела сотовая компания Tele2, опираясь на опыт построения сети LTE в Швеции, но этого так и не произошло. В конце июля 2011 года Консорциум направил в Министерство связи исследования о том, что для развития LTE не стоит использовать отведённые под сети 2G и 3G частоты, а надо воспользоваться цифровым дивидендом — ресурсом в диапазонах 694—915 МГц и диапазоном 2,5—2,7 ГГц. Опираясь на данное исследование, Государственная комиссия по радиочастотам приняла решение, что двухдиапазонные сети (791—862 МГц и 2500—2600 МГц, FDD) смогут развернуть только четыре оператора и ещё три игрока смогут развернуть сети в одном диапазоне. Роскомнадзор обещал провести конкурсы на данные частоты в феврале 2012 года, но пока этого не сделал. Вне конкурса по всей России частоты получат «Скартел» и созданная при участии Министерства обороны компания «Основа Телеком» (получила частоты в январе 2012 года), в Москве — «МегаФон» и МТС, в регионах — компания «Ростелеком».
В сентябре 2011 года Федеральная антимонопольная служба пригрозила возбуждением административного дела в отношении Министерства связи и массовых коммуникаций и Консорциума 4G за то, что в ходе распределения частотного радиоресурса не были учтены региональные операторы и за то, что в Консорциум 4G до сих пор не могут вступить другие операторы.
Тем временем в сентябре 2011 года проводились конкурсы на частоты для получения WiMAX-лицензий в диапазонах 3,4—3,45 ГГц и 3,5—3,55 ГГц в восьми регионах и 29 городах России. Позже Роскомнадзор признал конкурсы в шести регионах несостоявшимися из-за того, что было подано на них лишь по одной заявке, лицензии на два оставшихся региона (Чеченскую Республику и Республику Ингушетия) достались ЗАО «Вайнах Телеком» и «Ингушэлектросвязь» соответственно. В городах Российской Федерации более всего комплектов лицензий на предоставление связи получил оператор ЗАО «Компания ТрансТелеКом» — одно из дочерних предприятий компании ОАО «Российские железные дороги». Этот диапазон относится к диапазону сантиметровых волн и его особенностью является то, что сигнал слабо распространяется сквозь стены зданий и потребуется большее количество базовых станций, чтобы обеспечить покрытие.
Коммерческий запуск сетей, основанных на стандарте LTE, впервые в России был осуществлён в Новосибирске в конце декабря 2011 года компанией «Скартел», которая собирается в мае 2012 года полностью перевести все своё оборудование на эту технологию. А вот впервые в Москве (март 2012 года) сеть LTE была запущена принадлежащей предпринимателю Евгению Ройтману группе компаний «Антарес». По состоянию на 16 ноября 2012 года LTE работает более чем в 23 крупных городах России.
В конце 2011 года в Томске открылся первый в России завод по производству станций 4G.
23 апреля 2012 года оператор сотовой связи МегаФон первым из операторов «большой тройки» предоставил своим клиентам в России возможность доступа к услугам мобильной связи четвёртого поколения (4G). Первым городом России, в котором была запущена сеть четвёртого поколения стал Новосибирск, а чуть позже — и Москва.
На конец I квартала 2014 года в России было около 2 млн абонентов четвёртого поколения мобильной связи (LTE), к концу года ожидается 3 млн абонентов LTE, а к 2018 году их количество вырастет до 20 млн.
Технологии четвёртого поколения мобильной связи также могут быть использованы в сферах телемедицины, безопасности и охраны общественного порядка, дистанционного образования, транспортного управления и т. д.
В 2015 году Мегафон запустил 4G-сеть в 95 городах Урала. По подсчётам оператора, около 10 млн человек получили доступ к сетям 4G.
Список городов сети 4G в России
Предоставление государством спектра частот операторам мобильной и стационарной связи для связи четвёртого поколения в России.
Всего сети 4G действуют сейчас в России в 64 регионах.
На 1 мая 2014 г. коммерческую эксплуатацию сети 4G производят:
Yota,
Freshtel,
МегаФон — в 55 регионах,
МТС,
Сотовик — в 27 регионах,
«Билайн» — в 11 регионах.
«МОТИВ» — в Уральском регионе.
Радиус действия базовой станции зависит от мощности излучения, а максимальная скорость передачи данных — от радиочастоты и удалённости от базовой станции. Теоретический предел для скорости в 1 Мбит/сек — от 3,2 км (2600 МГц) до 19,7 км (450 МГц)
Подключены сети быстрого интернета и к небольшим посёлкам и станицам. К примеру, могут пойти Еремизино-Борисовская, Терновская, Вперёд и многие другие хутора, станицы и села (приведённые поселения покрывает Tele2 (4G)).

## Критика
- Недостаток аппаратов, способных работать с сетями 4G, заключается в их высоком энергопотреблении и немного более крупных габаритах.
- Наиболее важной проблемой распространения 4G является низкая активность инвесторов. Развитие сетей четвёртого поколения задерживает и то, что сети 3G имеют высокий потенциал интенсивного и экстенсивного развития, применительно к территории РФ к этой проблеме добавляется низкая плотность населения.